# Phalangispora bharathensis
Phalangispora bharathensis är en svampart som beskrevs av T.S.K. Prasad & Bhat 2002. Phalangispora bharathensis ingår i släktet Phalangispora, divisionen sporsäcksvampar och riket svampar.   Inga underarter finns listade i Catalogue of Life.